# 23808 Joshuahammer
23808 Joshuahammer è un asteroide della fascia principale. Scoperto nel 1998, presenta un'orbita caratterizzata da un semiasse maggiore pari a 2,8776985 UA e da un'eccentricità di 0,0555468, inclinata di 1,73896° rispetto all'eclittica.